# Gauthier II (évêque de Nantes)
Pour les articles homonymes, voir Gauthier II.
Gauthier II ecclésiastique breton qui est évêque de Nantes de 1004 à 1041.

## Biographie
Gauthier est un chevalier « nourri à la cour du comte de Bretagne ». Geoffroi de Rennes  le place sur le siège épiscopal de Nantes peu avant la mort du comte Judicaël de Nantes ou au tout début du gouvernement de son fils Budic qui n'est encore qu'un enfant, pour intervenir dans le nantais. La chronique de Nantes précise que le nouvel évêque ne reconnaissait pas la légitimité de Judicaël considéré comme « bâtard ». Geoffroi de son côté avait des prétentions sur le nantais car sa mère Ermengarde d'Anjou, était apparentée à la dynastie des Widonides. Cette situation entraîne la division de la cité en deux parties et l'installation de l'évêque dans un château épiscopal qu'il érige sur les aménagements fait par Alain Barbetorte après sa reconquête de Nantes.
Vers 1020 l'évêque considérant sa position comme assurée, effectue un pèlerinage à Jérusalem, pendant son absence Budic s'empare de son chateau. Le duc Alain III de Bretagne doit intervenir mais c'est l'archevêque de Tours qui obtient la restitution des biens au prélat. Avant 1030 le comte de Nantes reconnaît la suprématie de celui de Rennes et Budic rentre dans la fidélité du comte de Rennes et souscrit le 5 avril 1030 une charte d'Alain III en faveur de l'abbaye du Mont-Saint-Michel. Gauthier II entretient de son côté son propre réseau de fidèles, dont Briant Ier de Châteaubriant qui reçoit des bénéfices ecclésiastiques dans le nord du diocèse de Nantes pour lui et ses vassaux: Béré, et les domaines d'Ercé, Soudan, Juigné, Erbray et Moisdon.
Gauthier assiste à la dédicace de l'église de Saint-Hilaire en 1025 et à celle de Saint-Florent de Saumur en 1041. Son nom se lit dans les souscriptions de la fondation de Saint-Gildas-des-Bois et sous la forme « Gualterii episcopi Namnetensis » lors de celle de Saint-Georges de Rennes. Gauthier meurt en 1041. Il avait été marié et était le père de deux fils nommés Helgomar et Budic, nés sans doute avant sa consécration mais on ignore s'il avait gardé son épouse auprès de lui. Budic lui succède sur le siège épiscopal de Nantes.